# Tu bije serce Europy! Wybieramy hit na Eurowizję! (2022)
Tu bije serce Europy! Wybieramy hit na Eurowizję! – koncert stanowiący polskie eliminacje na 66. Konkurs Piosenki Eurowizji organizowany w Turynie. Koncert finałowy odbył się 19 lutego 2022 w Studiach 4 i 5 w siedzibie TVP przy ul. Woronicza 17 w Warszawie.

## Geneza organizacji konkursu
Telewizja Polska planowała wewnętrzny wybór reprezentanta spośród nadesłanych propozycji. 28 grudnia ogłosiła, że nazwisko reprezentanta i piosenka zostaną ogłoszone 15 stycznia 2022. Dwa dni przed tym terminem w mediach pojawiły się doniesienia o planach organizacji koncertu eliminacyjnego, co TVP potwierdziła 14 stycznia w porannym programie Pytanie na śniadanie, podając jednocześnie listę 10 finalistów.

## Przebieg konkursu

### Czas i miejsce konkursu
Polskie eliminacje do Konkursu Piosenki Eurowizji odbyły się 19 lutego 2022 w telewizyjnych studiach nr 4 i 5 w siedzibie TVP przy ul. Woronicza 17 w Warszawie. Program transmitowano na żywo na antenach TVP2, TVP Polonia i TVP Rozrywka oraz w Internecie na TVP VOD w godzinach 20:00-22:40.

### Zgłaszanie utworów
Proces nadsyłania propozycji przez twórców ruszył 20 września 2021. Wszystkie nadesłane propozycje musiały spełniać warunki regulaminu konkursu, tj. posiadać tekst w języku polskim lub angielskim, nie mogą trwać dłużej niż trzy minuty oraz nie mogą zostać opublikowane przed 1 września 2021. Każdy z wykonawców mógł zgłosić więcej niż jedną piosenkę. Termin nadsyłania propozycji upłynął 20 listopada. TVP miała otrzymać ponad 150 zgłoszeń.
Lista uczestników koncertu finałowego została opublikowana 14 stycznia 2022 w programie Pytanie na śniadanie, znaleźli się na niej następujący wykonawcy:
- Ania Byrcyn – „Dokąd?”
- Daria – „Paranoia”
- Mila – „All I Need”
- Karolina Lizer – „Czysta woda”
- Karolina Stanisławczyk feat. Chika Toro – „Move”
- Kuba Szmajkowski – „Lovesick”
- Lidia Kopania – „Why Does It Hurt”
- Krystian Ochman – „River”[9]
- Siostry Szlachta – „Drogowskazy”
- Unmute – „Głośniej niż decybele”

Chęć udziału w selekcjach wyrazili także m.in. Doda („Fake Love”), Łzy („Agnieszka 2.0”), Anna Cyzon („Losing You”), SO SO („So Maybe You”), Wojtek Balwako („Lost Myself”), Oscar Jensen („Love My Life”), Michał Gabor („Arriba”), Siostry Szczepańskie („El Complemento”), Juliet Daisy feat. Duplox („Chciałabym móc”), Mauer („Powidoki”), Natasza Urbańska i Wojciech Sokolnicki.

### Prowadzący, jurorzy i goście specjalni
W lutym Wirtualne Media podały, że występy uczestników w finale programu ocenią: piosenkarka Halina Frąckowiak, dziennikarz muzyczny Marek Sierocki, dyrektor programowy TVP Krystian Kuczkowski, dyrektor Programu Pierwszego Polskiego Radia Marcin Kusy oraz muzyk i kompozytor Szymon Orłowski.
Koncert finałowy poprowadzili: piosenkarz Rafał Brzozowski (reprezentant Polski w 65. Konkursie Piosenki Eurowizji, prowadzący 18. Konkursu Piosenki Eurowizji dla Dzieci), tancerka Ida Nowakowska (prowadząca Konkursu Piosenki Eurowizji dla Dzieci w 2019 i 2020) i prezenterka Małgorzata Tomaszewska (prowadząca 18. Konkursu Piosenki Eurowizji dla Dzieci), a także Aleksander Sikora oraz Marek Sierocki (polscy komentatorzy Konkursu Piosenki Eurowizji), którzy odpowiadać będą za relację za kulisami.
W trakcie koncertu finałowego gościnnie wystąpili m.in. byli reprezentanci Polski w Konkursie Piosenki Eurowizji: Justyna Steczkowska (1995), zespół Blue Café (2004), Kasia Moś (2017) i Rafał Brzozowski (2021), a także Viki Gabor, zwyciężczyni 17. Konkursu Piosenki Eurowizji dla Dzieci (2019) i Sara James, reprezentantka kraju na 19. Konkursie Piosenki Eurowizji dla Dzieci (2021), która zdobyła wówczas drugie miejsce. Podczas programu wystąpili także Ell i Nikki, zwycięzcy 56. Konkursu Piosenki Eurowizji (2011).

### Kontrowersje

#### Występ Lidii Kopani
Tuż po finałowych występach w mediach oraz na portalach społecznościowych szeroko komentowane było wykonanie utworu „Why Does It Hurt” przez Lidię Kopanię. Wokalistka od samego początku śpiewała utwór nieczysto i ze zmienionym tekstem, a jej mimika w trakcie wykonywania utworu oraz gesty po jego zakończeniu wskazywały, iż zdawała sobie sprawę z nieudanego występu. Szwedzkie autorki tekstu utworu Ylva i Linda Persson zarzuciły ponadto wokalistce celowość swojego działania, dodając, iż „dobra piosenka została zmarnowana”. Jej występ, a zwłaszcza warunki wokalne, spotkały się z dezaprobatą internautów. Kopania zapytana w wywiadach o skomentowanie sprawy stwierdziła, że występ był od początku tak zaplanowany, a piosenką chciała oddać hołd swojej zmarłej rodzinie – ojcu, jego siostrze i bratu. Na pytanie o pomylenie tekstu udzieliła przeczącej odpowiedzi i dodała, iż uwielbia Monty Pythona i dzięki jej wykonaniu „będzie huczało”. Po występie wokalistki swoją 14-letnią działalność zakończył jej oficjalny fanklub, a jego założyciel poinformował o notorycznych kłamstwach wokalistki i zasugerował jej konieczność leczenia nadszarpniętego od pewnego czasu zdrowia psychicznego.  Dodał także, że piosenkarka już dawno przestała być „artystką”.

#### Podejrzenia o plagiat
Autorki znajdującego się w stawce konkursowej utworu „Why Does It Hurt” Lidii Kopani – Ylva i Linda Persson – zostały posądzone o naruszenie praw autorskich z racji podobieństwa kompozycji do utworu „Glitter & Gold”, który w oryginale wykonuje Rebecca Ferguson. Kopania prawdopodobnie została wprowadzona w błąd przez autorki utworu i nie wiedziała o możliwym plagiacie kompozycji.

## Wyniki
Finał eliminacji był podzielony na dwa etapy. W pierwszej rundzie spośród 10 finalistów jurorzy i telewidzowie, głosujący za pośrednictwem wiadomości SMS, wyłonili trzech superfinalistów. Głosowanie widzów rozpoczęło się po wszystkich konkursowych występach, a każdy widz mógł z jednej karty SIM oddać jeden ważny głos. Każdy juror ocenił każdy występ, rozdzielając pomiędzy wszystkich dziesięciu uczestników konkursu 100 punktów (nie można było się wstrzymać od głosu, każdy utwór musiał zostać oceniony). Głosy jurorów zostały zsumowane a następnie zamienione na udział procentowy. Końcowy wynik pierwszego etapu stanowiło połączenie wyniku głosowania jury oraz wyniku głosowania SMS w proporcji 50/50. Procentowy udział głosów przy miejscach 3.–1. nie został podany do wiadomości publicznej, a wykonawcy z trzema najwyższymi procentowo udziałami w głosach ponownie wykonali swoje utwory a jury i telewidzowie ponownie na nich zagłosowali. W przypadku remisu decydujące znaczenie ma wartość głosowania jury.
| Lp. | Wykonawca                               | Piosenka                | Język                         | Miejsce | Wynik |
| --- | --------------------------------------- | ----------------------- | ----------------------------- | ------- | ----- |
| 1   | Kuba Szmajkowski                        | „Lovesick”              | angielski                     | 4       | 4%    |
| 2   | Ania Byrcyn                             | „Dokąd?”                | polski                        | 6       | 3%    |
| 3   | Siostry Szlachta                        | „Drogowskazy”           | polski                        | 7       | 3%    |
| 4   | Lidia Kopania                           | „Why Does It Hurt”      | angielski                     | 10      | 1%    |
| 5   | Karolina Stanisławczyk feat. Chika Toro | „Move”                  | polski, angielski, hiszpański | 8       | 2%    |
| 6   | Karolina Lizer                          | „Czysta woda”           | polski                        | 5       | 3%    |
| 7   | Unmute                                  | „Głośniej niż decybele” | polski migowy                 | N/A     | N/A   |
| 8   | Mila                                    | „All I Need”            | angielski                     | 9       | 1%    |
| 9   | Krystian Ochman                         | „River”                 | angielski                     | N/A     | N/A   |
| 10  | Daria                                   | „Paranoia”              | angielski                     | N/A     | N/A   |

| Lp. | Wykonawca       | Piosenka                | Miejsce | Wynik |
| --- | --------------- | ----------------------- | ------- | ----- |
| 1   | Krystian Ochman | „River”                 | 1       | 51%   |
| 2   | Unmute          | „Głośniej niż decybele” | 3       | 10%   |
| 3   | Daria           | „Paranoia”              | 2       | 39%   |

## Faworyt OGAE Polska
Członkowie Stowarzyszenia Miłośników Konkursu Piosenki Eurowizji OGAE Polska 19 lutego 2022 wytypowali swoich faworytów. Poniżej zaprezentowane zostały wyniki plebiscytu organizowanego przez stowarzyszenie.
| Lp. | Wykonawca                               | Piosenka                | Punkty |
| --- | --------------------------------------- | ----------------------- | ------ |
| 1   | Krystian Ochman                         | „River”                 | 1445   |
| 2   | Daria                                   | „Paranoia”              | 948    |
| 3   | Ania Byrcyn                             | „Dokąd?”                | 929    |
| 4   | Kuba Szmajkowski                        | „Lovesick”              | 830    |
| 5   | Karolina Lizer                          | „Czysta woda”           | 793    |
| 6   | Karolina Stanisławczyk feat. Chika Toro | „Move”                  | 738    |
| 7   | Siostry Szlachta                        | „Drogowskazy”           | 517    |
| 8   | Unmute                                  | „Głośniej niż decybele” | 508    |
| 9   | Lidia Kopania                           | „Why Does It Hurt”      | 464    |
| 10  | Mila                                    | „All I Need”            | 424    |

## Oglądalność
Średnia widownia krajowych eliminacji według Modelu Oglądalności Rzeczywistej wyniosła 2,3 mln osób. Według Nielsen Audience Measurement koncert przyciągnął do TVP2 w piku 1,9 mln widzów, a średnio 1,7 mln widzów. Udziały kanału wyniosły 12,6%, zapewniając antenie pozycję lidera pasma.